# 贝拉费尔
贝拉费尔（法語：Bellaffaire，法語發音：[bɛlafɛʁ]）是法国上普罗旺斯阿尔卑斯省的一个市镇，属于福卡尔基耶区。

## 地理
贝拉费尔（44°25'10"N, 6°10'36"E）面积13.12 平方千米，位于法国普罗旺斯-阿尔卑斯-蓝色海岸大区上普罗旺斯阿尔卑斯省，该省份为法国东南部内陆省份，北起上阿尔卑斯省，西接沃克吕兹省，西北接德龙省，南至瓦尔省，东临滨海阿尔卑斯省，东北部与意大利接壤。
与贝拉费尔接壤的市镇（或旧市镇、城区）包括：巴永、日戈尔、圣马丹莱塞讷、蒂里耶、布雷济耶、罗什布吕讷。

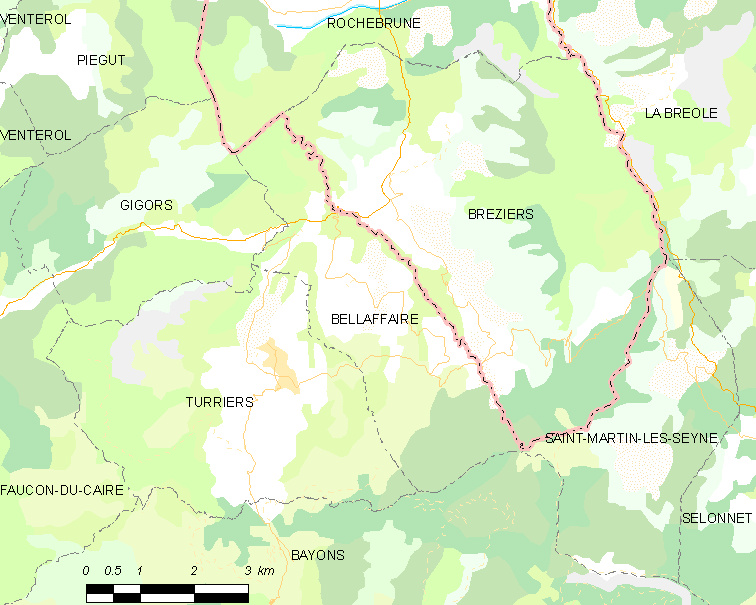
贝拉费尔的OSM定位图

贝拉费尔的时区为UTC+01:00、UTC+02:00（夏令时）。

## 行政
贝拉费尔的邮政编码为04250，INSEE市镇编码为04026。

## 政治
贝拉费尔所属的省级选区为塞讷县。

## 人口

1962-2008年间贝拉费尔人口变化图示

贝拉费尔于2022年1月1日时的人口数量为158人。